# 3D小紅帽2：團結力量大
《3D小紅帽2：團結力量大》（英語：Hoodwinked Too! Hood vs. Evil）是一部2011年發行的美國3D電腦動畫家庭動作喜劇電影，同時也是2005年電影《小紅帽》的续集。該片由麥克·迪薩執導，並由溫斯坦影業於2011年4月29日正式發行。電影的劇本和前作相同是由柯瑞·愛德華茲、陶德·愛德華茲和托尼·里奇共同編寫，他們三人同時也是前作的導演。前作配音團隊中大部分的演員也回歸參與了續集的演出，除了安妮·海瑟薇和吉姆·貝魯什，他們兩人的角色分別被希丹·彭尼蒂亞及馬丁·肖特取代。
電影的劇情延續前作，小紅帽（Red Puckett）、大野狼（Wolf W. Wolf）和仆奶奶（Granny Puckett）等人加入了一個祕密破案組織「從此幸福快樂機構」（Happily Ever After Agency），並嘗試從邪惡巫婆的糖果屋中解救出被綁架的漢賽爾與葛麗特（Hansel and Gretel）。電影發行後受到了普遍的負面評價，且票房表現不如預期。

## 配音演員
- 希丹·彭尼蒂亞飾小紅帽（Red Puckett）
- 格伦·克洛斯飾仆奶奶（Granny Puckett）
- 派屈克·華博頓飾大野狼（Wolf W. Wolf）
- 瓊·庫薩克飾巫婆（Verushka Van Vine）
- 比爾·哈德飾漢賽爾（Hansel）
- 艾米·波勒飾葛麗特（Gretel）
- 柯瑞·愛德華茲（英语：Cory Edwards）飾圖奇（Twitchy）
- 切奇·马林飾瘋狂豬（Mad Hog）
- 湯米·鐘（英语：Tommy Chong）飾石頭豬（Stone）
- 菲爾·拉瑪飾木頭豬（Wood）
- 大衛·奧登·史帝爾斯（英语：David Ogden Stiers）飾神探蛙南（Nicky Flippers）
- 安迪·迪克飾幫哥（Boingo）
- 馬丁·肖特飾金剛芭比（Kirk Kirkkendall）
- 班吉·蓋瑟（Benjy Gaither）飾雅弗（Japeth）
- 布拉德·加雷特飾巨人（The Giant）
- 韋恩·紐頓（英语：Wayne Newton）飾吉米（Jimmy 10-Strings）
- 黛布拉·威爾森（英语：Debra Wilson）飾伊安娜（Iana）
- 大衛·亞倫·格利爾（英语：David Alan Grier）飾摩斯（Moss）
- 蘭斯·J·霍特（Lance J. Holt）飾克勞斯（Klaus）
- 麥克·迪薩（英语：Mike Disa）飾赫爾穆特（Helmut）
- 海迪·克林飾海迪（Heidi）
- 蕾貝卡·安德森（Rebecca Andersen）飾無線電播音
- 丹尼·普迪飾小藍孩（Little Boy Blue）
- 弗兰克·维尔克飾動物音效

## 製作

### 開發
《3D小紅帽2：團結力量大》的前作《小紅帽》是最早以獨立經費製作的電腦動畫電影之一，其製作預算少於800萬美元，遠比一般電腦動畫電影來得低。該片由柯瑞·愛德華茲、陶德·愛德華茲和托尼·里奇三人共同執導兼編劇，直到電影製作接近尾聲時才決定由溫斯坦影業擔任發行商；它於2005年12月發行，在影評界中受到的評價不一，但票房表現相當出色，其全球票房總額高達1.1億美元，為製作成本約13倍之多。2006年2月，柯瑞宣布他與陶德和里奇將寫作續集，但不會回歸擔任導演。柯瑞後續解釋道，他在製作電影的前作時與一些團隊中「關鍵人物」的合作曾有不愉快的經驗，並覺得未受到合理的待遇，才會做此決定；此外，他也認為自己不應侷限於動畫領域，而若選擇將他所執導的第一部電影的續集做為自己執導的第二部電影似乎只會讓他停滯不前。他同時也質疑了諸如《小紅帽》這種諷刺童話故事的電影風格，並稱它是「我儘管在電影製作完成後都仍不斷抱怨呻吟的一種趨勢」。最初，製作團隊希望這部電影能和前作一樣，由坎巴爾娛樂公司獨立籌資製作，並由溫斯坦影業發行；然而，後來雙方卻在溫斯坦影業的提議下達成了共同投資的協議。
2007年3月，柯瑞宣布在動畫界中經歷資深的麥克·迪薩將擔任續集的導演，而這同時也是他所執導的處女作。雖然迪薩在答應接下續集的執導工作前並未看過前作，柯瑞仍對他的參與感到相當熱衷；他認為迪薩「對電影有真正的熱情，且衷心於營造《小紅帽》的世界。他想把續集做好，而且他非常了解我們想要做些什麼。」

### 配音
前作的配音團隊中大多數的成員也都回歸參與續集的演出，不過仍有部分角色的配音員被替換；原為安妮·海瑟薇飾演的小紅帽（Red Puckett）由希丹·彭尼蒂亞取代、而原為吉姆·貝魯什飾演的金剛芭比（Kirk the Woodsman）則由馬丁·肖特取代。柯瑞解釋道，之所以替換小紅帽的配音員是因為海瑟薇近期事業的發展，並說道：「很顯然地，她會參與前作的演出只是替哈維幫了個小忙而已，那同時也是她的最後一個『小女孩角色』…你可以看出，一部動畫電影的續集早已經偏離了她的職業道路。」對於貝魯什的替換，柯瑞則說道：「他一直都不是很習慣樵夫的口音。他很想幫助我們也很喜愛這部電影，卻一直說，『我不是個玩口音的人』。」
在前作中，松鼠圖奇（Twitchy）的聲音只是單純將原始錄得的配音加快50%；然而在這部電影中，配音速度加快的比例不一，甚至有部分對話只是提高音調而未調整語速。電影的預告片發行後，一些粉絲圖便立刻注意到了圖奇聲音的不同；圖奇的配音員柯瑞因而回應，每次當他在試映會上向他人解釋圖奇的聲音是如何產生且將會有哪些不同時，「從他們空洞的眼神和最終的結果來看，沒有人真的在乎。」

### 動畫
前作的動畫是由一間位於菲律宾的小型獨立動畫工作室製作，而這部電影則是由加拿大的一間動畫兼視覺效果工作室Arc Productions製作。不過，和前作相同的是，這部電影的動畫製作使用的也是Maya軟體。其渲染使用的是Mental Ray、其合成使用的是Fusion、其繪景使用的則是Photoshop。電影中爆炸的場景則使用了Maya以及Houdini。
導演麥克·迪薩說道，製作團隊在設計電影的場景時，曾提出了「發生在現今的現代童話故事」的想法，自問：「一個童話故事中的城鎮數百年後將會演變成什麼樣子？其中的房子將長得如何？裡面的人物將利用什麼交通工具到處移動？」，並說道：「我們坐了下來，營造出《小紅帽》世界中科技和神話的樣貌，而這是他們在前作中並未真正實現的部分。」

### 訴訟
原先，電影的上映日訂於2010年1月15日；然而，溫斯坦影業卻於2009年12月宣布電影的發行日將延至2010年2月或更晚。該公司的一名主管指出，此決定的原因包括為了將公司的資源集中於《宅男卡卡》的宣傳、以及對這部電影的動畫進行一些最後的修繕；他也指出，溫斯坦影業其時和一間連鎖速食業的聯合行銷契約談判正進入最終階段。
漢堡王於2010年1月起即隨餐發行了這部電影的玩具；當時電影原先預計的上映日剛過不久，但新的上映日期卻還未決定。
2010年3月底，坎巴爾娛樂公司對溫斯坦影業提告，指控延後發行日一事違反了雙方的協議，且溫斯坦影業自2009年2月起便停止資助電影每月的製作基金；此外，控方亦指出溫斯坦影業拒絕和坎巴爾娛樂公司商談電影的發行事宜、以及遲不回應坎巴爾娛樂公司對電影內容所提出的修改建議。
2011年2月，電影發行了第一部預告片以及海報，並宣布其新的上映日期為2011年4月29日。

## 原聲帶
《3D小紅帽2：團結力量大》共發行了兩張原聲帶，其一收錄了電影中的歌曲、另一則收錄了由馬瑞·高德譜寫的電影原聲配樂。

### 電影原聲歌曲曲目列表
| 評論得分 | 評論得分 |
| 來源     | 評分     |
| -------- | -------- |
| Allmusic | [ 26 ]   |

| 曲序     | 曲目                                   | 演出者                   | 时长  |
| -------- | -------------------------------------- | ------------------------ | ----- |
| 1.       | You Know It                            | 拉維·柯爾、安潔雅·雷曼達 | 2:23  |
| 2.       | I Can Do It Alone                      | 希丹·彭尼蒂亞            | 3:25  |
| 3.       | Big City                               | 丹·麥爾斯                | 2:18  |
| 4.       | Living In A Fairy Tale (With You)      | 韋恩·紐頓                | 0:51  |
| 5.       | Look Out Shorty!                       | 韋恩·紐頓                | 1:24  |
| 6.       | Little Squirrel (Forage For Your Love) | 丹·麥爾斯                | 3:55  |
| 7.       | Inseparable                            | 希丹·彭尼蒂亞            | 4:02  |
| 8.       | Kung Fu Fighting                       | 希歐·布雷克曼            | 0:56  |
| 9.       | Perfect Two                            | Ceej                     | 3:14  |
| 10.      | Living In A Fairy Tale (With You)      | 丹·麥爾斯                | 2:02  |
| 11.      | Look Out Shorty!                       | 丹·麥爾斯                | 2:36  |
| 总时长： | 总时长：                               | 总时长：                 | 27:06 |

### 電影原聲配樂曲目列表
| 評論得分 | 評論得分 |
| 來源     | 評分     |
| -------- | -------- |
| Allmusic | [ 27 ]   |

| 曲序     | 曲目                        | 时长  |
| -------- | --------------------------- | ----- |
| 1.       | Happily Ever Before         | 1:13  |
| 2.       | Operation Free The Children | 4:08  |
| 3.       | Out Of Reach                | 0:47  |
| 4.       | Red                         | 1:59  |
| 5.       | Sister Hoods                | 2:54  |
| 6.       | HEA                         | 1:27  |
| 7.       | Hoodwinked Hop              | 0:40  |
| 8.       | A Hasty Exit                | 1:09  |
| 9.       | A Long Standing Feud        | 2:27  |
| 10.      | The Amazing Granny Puckett  | 0:38  |
| 11.      | How It All Started          | 2:15  |
| 12.      | On The Trail Of Evil        | 2:02  |
| 13.      | An Unwelcome Disturbance    | 0:39  |
| 14.      | Three Pigs                  | 1:43  |
| 15.      | A Pitiful Fight             | 0:51  |
| 16.      | The Song Of Kirk            | 1:16  |
| 17.      | The Unstoppable Hoods       | 0:57  |
| 18.      | A Dastardly Growth Spurt    | 1:38  |
| 19.      | Red Down                    | 4:21  |
| 20.      | Legs                        | 1:50  |
| 21.      | Go Red!                     | 0:30  |
| 22.      | A Gigantic Problem          | 1:29  |
| 23.      | In Training                 | 2:14  |
| 24.      | All In The Balance          | 2:01  |
| 25.      | Swaggering Through The City | 1:16  |
| 26.      | Fight The Fight, Fighters   | 0:59  |
| 27.      | Until Next Time             | 2:38  |
| 28.      | Hoodwinked Logo             | 0:10  |
| 总时长： | 总时长：                    | 46:11 |

## 發行

### 票房
電影前作《小紅帽》票房表現所獲得的成功超乎預期，然而續集《3D小紅帽2：團結力量大》卻是一顆票房炸弹，上映後虧損連連。電影上映的首個週末在票房排行榜排名第六，於2505間影院獲得了約411萬美元的票房收入，平均每間營收約1640美元。電影於上映的次週末便滑落至排行榜的第十名，票房收入與前週相較少了50.3%，並於上映後的第三個週末跌出排行榜前十名外。其前作的票房表現則相對出色許多，在首週末即斬獲了1240萬美元的收入且位居排行榜第三，並在前十名中維持了五週之久。最終，《3D小紅帽2：團結力量大》在美國國內獲得了約1014萬美元的票房收入，其全球票房總額則約為1696萬美元，僅佔其製作成本的一半左右。除了這部電影之外，另有其它2011年發行、與《3D小紅帽2：團結力量大》同為續集的動畫電影，且票房表現皆不如前作，如《Cars 2：世界大賽》、《功夫熊貓2》和《快乐的大脚2》等。

### 專業評價
《3D小紅帽2：團結力量大》發行後受到了相當負面的評價。截至2016年7月，電影根據爛蕃茄上收集的63篇評論文章，其中有7篇給出了「新鮮」的正面評價，「新鮮度」為11%、平均得分3.5（最高10分）；該網站上對本片的共識評價中寫道：「《3D小紅帽2》雖然增添了3D效果，它卻缺乏了前作的機智和那讓人耳目一新的低成本魅力。」而在Metacritic上收集的21篇評論文章中，有15篇給出差評、6篇褒貶不一，平均得分20（最高100），屬於「大致負面評價」（mixed or average reviews）。CinemaScore進行的市場調查則顯示影迷對本片的平均評價為「B+」（最好A+，最差F）。

### 家用娛樂
《3D小紅帽2：團結力量大》於2011年8月16日發行了DVD、藍光、以及3D藍光的組合包。

## 電子遊戲
電影在iPhone及iPad等平台上發行了一款名叫《小紅帽逃生記》（Red's Escape）的冒险游戏，並聚焦於電影的女英雄主角小紅帽（Red Puckett）。遊戲中，她必須避開敵人以獲得分數，並在各個關卡中不斷向上攀爬以逃出巫婆的高塔；她使用的工具是身上的皮帶，將它甩至高處勾住再拉著它向上爬升，中途必須避開敵人、發射子彈的小豬、尖刺和巫婆等障礙物。

## 外部連結
- 官方网站
- 互联网电影数据库（IMDb）上《3D小紅帽2：團結力量大》的资料（英文）
- AllMovie上《3D小紅帽2：團結力量大》的资料（英文）
- Metacritic上《3D小紅帽2：團結力量大》的資料（英文）
- 爛番茄上《3D小紅帽2：團結力量大》的資料（英文）